# 1980 en Palestine
Chronologie de la Palestine
- 1976
- 1977
- 1978
- 1979
- 1980
- 1981
- 1982
- 1983
- 1984

Cette page concerne les événements survenus en 1980 en Palestine :

## Évènements
- 7 janvier : Émeute de Mujama al-Islamiya (en), dans la bande de Gaza.
- 2 juin : Attentats à la bombe en Cisjordanie (en) : série d'attentats à la bombe perpétrés par des colons israéliens et des militaires de Tsahal contre les maires palestiniens de villes de Cisjordanie : trois voitures piégées explosent, blessant grièvement les maires de Naplouse et de Ramallah[1].
- 5 juin :  Résolution 471 du Conseil de sécurité des Nations unies sur l'occupation et de la colonisation par Israël des territoires palestiniens de Jérusalem-Est, de la Cisjordanie, de la bande de Gaza et des hauteurs du plateau du Golan[2].,[3].
- décembre à mars 1981 : Grève des enseignants de Cisjordanie (en)

## Créations
- Sabreen (en), groupe musical.
- Union des comités de femmes palestiniennes

## Naissances
- Ramzi Maqdisi, acteur et réalisateur palestinien.

## Décès
- Benoît Ier de Jérusalem, patriarche orthodoxe de Jérusalem